# هيانغيو
هيانغيو هي مدارس حكومية نشأت خلال عهد غوريو (918~1392) وعهد مملكة جوسون (1392~1910) ولكنها لم تنتشر بشكل كبير. في سنة 1894 ألغيت هذه المدارس بشكل رسمي ولكن أعيد فتحها في سنة 1900.